# Залоще
Залоще (словен. Zalošče) — поселення в общині Нова Гориця, Регіон Горишка, Словенія. Висота над рівнем моря: 81,7 м.